# Божо Старчевич
Божо Старчевич (хорв. Božo Starčević; нар. 11 грудня 1988) — хорватський борець греко-римського стилю, бронзовий призер чемпіонату Європи, учасник Олімпійських ігор.

## Біографія
Боротьбою почав займатися з 1999 року. Виступає за борцівський клуб «Металак» Загреб.

## Спортивні результати на міжнародних змаганнях

### Виступи на Олімпіадах
| Змагання                    | Збірна   | Вагова категорія | Місце |
| --------------------------- | -------- | ---------------- | ----- |
| Літні Олімпійські ігри 2016 | Хорватія | 75 кг            | 5     |

### Виступи на чемпіонатах світу
| Змагання                        | Збірна   | Вагова категорія | Місце |
| ------------------------------- | -------- | ---------------- | ----- |
| Чемпіонат світу з боротьби 2014 | Хорватія | 80 кг            | 5     |
| Чемпіонат світу з боротьби 2015 | Хорватія | 75 кг            | 7     |

### Виступи на чемпіонатах Європи
| Змагання                         | Збірна   | Вагова категорія | Місце  |
| -------------------------------- | -------- | ---------------- | ------ |
| Чемпіонат Європи з боротьби 2010 | Хорватія | 74 кг            | 8      |
| Чемпіонат Європи з боротьби 2012 | Хорватія | 74 кг            | 8      |
| Чемпіонат Європи з боротьби 2013 | Хорватія | 74 кг            | Бронза |
| Чемпіонат Європи з боротьби 2016 | Хорватія | 80 кг            | 9      |

### Виступи на Європейських іграх
| Змагання              | Збірна   | Вагова категорія | Місце |
| --------------------- | -------- | ---------------- | ----- |
| Європейські ігри 2015 | Хорватія | 80 кг            | 13    |

### Виступи на інших змаганнях
| Змагання                                                                      | Збірна   | Вагова категорія | Місце  |
| ----------------------------------------------------------------------------- | -------- | ---------------- | ------ |
| Золотий Гран-прі з боротьби 2011                                              | Хорватія | 74 кг            | 24     |
| Середземноморський чемпіонат з боротьби 2011                                  | Хорватія | 74 кг            | Золото |
| Золотий Гран-прі з боротьби 2011                                              | Хорватія | 74 кг            | 11     |
| Кубок Владислава Питласинські 2011                                            | Хорватія | 74 кг            | 17     |
| Турнір Германа Каре 2012                                                      | Хорватія | 74 кг            | Золото |
| Золотий Гран-прі з боротьби 2012                                              | Хорватія | 74 кг            | Срібло |
| Гран-прі Німеччини з боротьби 2012                                            | Хорватія | 74 кг            | Золото |
| Золотий Гран-прі з боротьби 2012                                              | Хорватія | 74 кг            | 13     |
| Золотий Гран-прі з боротьби 2013                                              | Хорватія | 74 кг            | Бронза |
| Міжнародний турнір Любомира Івановича-Гедзи 2014                              | Хорватія | 75 кг            | Бронза |
| Середземноморський чемпіонат з боротьби 2014                                  | Хорватія | 75 кг            | Бронза |
| Кубок Владислава Пітласинські 2014                                            | Хорватія | 80 кг            | 7      |
| Відкритий чемпіонат Загреба 2015                                              | Хорватія | 75 кг            | Золото |
| Гран-прі FILA 2015                                                            | Хорватія | 75 кг            | 7      |
| Кубок Владислава Пітласинські 2015                                            | Хорватія | 75 кг            | Срібло |
| Гран-прі Загреба 2016                                                         | Хорватія | 75 кг            | Золото |
| Міжнародний турнір Любомира Івановича-Гедзи 2016                              | Хорватія | 75 кг            | Золото |
| Олімпійський кваліфікаційний турнір з греко-римської боротьби 2016 (Зренянин) | Хорватія | 75 кг            | Бронза |
| Олімпійський кваліфікаційний турнір з греко-римської боротьби 2016 (Стамбул)  | Хорватія | 75 кг            | Бронза |